# Neuilly-Saint-Front
Neuilly-Saint-Front é uma comuna francesa na região administrativa de Altos da França, no departamento de Aisne. Estende-se por uma área de 17,89 km². Em 2010 a comuna tinha 2 109 habitantes (densidade: 117,9 hab./km²).